# Ángel Hernández (atleta)
Ángel Hernández (Ávila, España, 15 de abril de 1966) es un atleta español retirado especializado en la prueba de salto de longitud, en la que ha conseguido ser subcampeón europeo en 1990.

## Carrera deportiva
En el Campeonato Europeo de Atletismo de 1990 ganó la medalla de plata en el salto de longitud, llegando hasta los 8.15 metros, tras el alemán Dietmar Haaf (oro con 8.25 m) y por delante del yugoslavo Borut Bilač (bronce con 8.09 m).